# Dzung Yoko
Dzung Yoko (hay Dũng Yoko, Dzũng Yoko) tên thật là Trần Hoàng Dũng, sinh ngày 7 tháng 11 năm 1975 tại Hà Nội, là kiến trúc sư, nhà thiết kế đồ họa và nhiếp ảnh gia người Việt Nam. Anh được biết tới từ rất trẻ khi cùng người anh trai lập nên quán bar nhạc rock tại Thành phố Hồ Chí Minh có tên Yoko, nổi tiếng trong cộng đồng nghe nhạc trong nước – đây cũng là nguồn gốc cho nghệ danh của anh. Sau khi tốt nghiệp thủ khoa Đại học Kiến trúc Thành phố Hồ Chí Minh vào năm 1998, anh trở thành người thiết kế đồ họa có tiếng khi trực tiếp lên ý tưởng và thiết kế cho rất nhiều bìa đĩa nhạc cho các nghệ sĩ và nhạc sĩ Việt Nam, bao gồm Lê Hiếu, Mỹ Lệ, Thu Minh, Đỗ Bảo, Trần Thu Hà, Cao Thái Sơn và Tùng Dương, sau đó anh lấn sân sang lĩnh vực thời trang.
Dzung Yoko nổi tiếng và thành công ở nhiều các vai trò khác nhau, nhưng đột phá nhất có lẽ phải đến khi anh nhận vị trí giám đốc sáng tạo cho các tạp chí thời trang của Việt Nam. Mỗi bộ hình anh thực hiện cùng ekip đều mang một dấu ấn riêng hết sức rõ rệt và được anh đưa vào cuốn sách ảnh thời trang đầu tiên do chính anh thực hiện Daydreams – Những kẻ mộng mơ (2016), theo sau đó là cuốn sách khai thác sâu hơn về chủ đề phương Đông Going East – Tìm về phương Đông (2017) và LOVE (2018). Dzung Yoko còn cộng tác với rất nhiều các nhiếp ảnh gia nổi tiếng của Việt Nam như Tang Tang, Monkey Minh, Dannyson Phạm, Mạnh Bi, Alvin Nguyễn, Trí Nghĩa. Hiện anh là giám đốc sáng tạo của tạp chí Elle Việt Nam.

## Tiểu sử
Sinh năm 1975 tại Hà Nội, Trần Hoàng Dũng tới Thành phố Hồ Chí Minh năm 1993 khi thi vào Đại học Kiến trúc Thành phố Hồ Chí Minh. Tốt nghiệp thủ khoa vào năm 1998, song phải tới chuyến đi du lịch tới Hong Kong vào năm 2000 mới là bước ngoặt lớn khiến anh quan tâm nhiều hơn tới thiết kế đồ họa, đặc biệt là thời trang.
Kể từ năm 2002, Dzung Yoko chính thức hoạt động trong lĩnh vực thiết kế đồ họa. Năm 2003, anh trực tiếp thực hiện phần bìa album Hà Trần 98-03, nhận được đánh giá rất cao từ cộng đồng người yêu nhạc và cộng đồng thiết kế đồ họa. Hàng loạt album khác cũng được anh thiết kế, trong đó đặc biệt là album Mỹ nhân ngư (2004) của ca sĩ Mỹ Lệ.Tới năm 2010, phần bìa album Chân dung 17 của ca sĩ Hiền Thục do anh thiết kế và chụp bởi nhiếp ảnh gia Samuel Hoàng được trao giải "Ý tưởng thiết kế" tại Giải thưởng Album vàng 2009. Căn nhà riêng của cá nhân anh nhận được nhiều lời khen ngợi về kiến trúc và thiết kế
Những thành công ban đầu giúp Dzung Yoko mở rộng hoạt động tới những lĩnh vực khác, và chúng cũng giúp anh gặt hái được nhiều thành công. Trong khoảng thời gian từ năm 2009 tới 2011, anh phụ trách dự án TD Solutions về lĩnh vực kiến trúc. Năm 2012, anh tham gia thiết kế đồ họa trong cuốn sách Asian Graphics Now, phát hành bởi hãng Taschen của Đức. Cuối năm 2011, Dzung Yoko trở thành giám đốc thiết kế của tạp chí ELLE Việt Nam. Tới tháng 3 năm 2015, anh chuyển sang làm giám đốc thiết kế của tạp chí L'Officiel tại Việt Nam.
Năm 2010, Dzung Yoko được mời về làm giám đốc sáng tạo cho tạp chí Elle Việt Nam. Sau 5 năm, anh chuyển sang chức vụ tương tự tại tạp chí L'Officiel Việt Nam. Anh quay trở lại làm giám đốc sáng tạo của Elle Việt Nam vào tháng 1 năm 2017.

### 2015:Dzung Yoko Solo Exhibition
Tháng 7 năm 2015, anh cho thực hiện buổi triển lãm thời trang đầu tay tại DIA Projects., Thành phố Hồ Chí Minh. Buổi triển lãm gồm 11 bộ ảnh đặc sắc nhất khi anh làm cho Elle Việt Nam. Bên cạnh đó, anh cũng bật mí những tác phẩm sáng tạo mới nhất dành cho L’Officiel Vietnam, ấn phẩm thời trang mới được trình làng trong cùng tháng.

### 2016:Daydreams – Những kẻ mộng mơ
Tháng 1 năm 2016, Dzung Yoko cho phát hành cuốn sách concept thời trang đầu tay có tên Daydreamers, nhận được nhiều đánh giá tích cực trong và ngoài nước.

### 2017:Going East – Tìm về phương Đông
Dzung Yoko ra mắt ấn phẩm thứ hai mang tên Going East (Tìm về phương Đông), khai thác sâu hơn về đề tài phương Đông và vẻ đẹp Á Đông. Cuốn sách ảnh được lấy cảm hứng từ thần tượng của mình, bà Carine Roifeld, cựu Giám đốc sáng tạo tạp chí Vogue Paris, người đã từng làm một ấn phẩm thời trang mang tên "CR Fashion Book" phát hành 2 số một năm, Dzung Yoko chia sẻ: "Tôi rất khâm phục sự sáng tạo của cô ấy, và quyết định mỗi năm sẽ cố gắng làm 1 quyển artbook, mỗi quyển sẽ có chủ đề riêng theo cảm xúc của mình trong thời gian đó."
Những cơ hội được tiếp cận với văn hóa của các nước Châu Á, đặc biệt là về văn hóa truyền thống của Việt Nam, chính là nguồn cảm hứng cho những bộ ảnh thời trang với chủ đề "Going East - Tìm về phương Đông" lần này của anh.
Dzung tâm sự: “Tôi mất gần một năm rưỡi để tìm tòi về văn hóa phương Đông. Tôi tiếp xúc với rất nhiều người, đặc biệt trong ngành thời trang, và nhận ra họ đánh giá rất cao văn hóa phương Tây... Đối với thời trang, “phương Tây” mới là đích đến, hay là “bảo bối” của thời trang. Nhưng tôi nhận thấy rằng, những năm gần đây, ở Hàn Quốc, Trung Quốc hay Nhật Bản, văn hóa phương Đông đã được ứng dụng vào các bộ hình thời trang một cách rất tinh tế và nghệ thuật. Bản thân là một người rất thích văn hóa phương Đông, tôi nghĩ sao mình không làm điều đó với thời trang Việt Nam?”
"Với tôi, phương Đông luôn lấp lánh, đầy ma lực" - Dzũng Yoko viết trong lời giới thiệu. Thông qua cuốn sách, anh mong muốn thúc đẩy mạnh mẽ tình yêu và niềm tự hào về văn hóa nghệ thuật mang đậm tính Việt Nam, không chỉ cho người Việt mà còn với người nước ngoài.

## Quan điểm nghệ thuật
```
“Các ý tưởng đến từ những nguồn khác nhau, từ 
cuộc sống
, từ 
tạp chí
, 
phim ảnh
 hoặc cả trong 
giấc mơ
 của tôi.”
[
9
]
```

"Làm việc cho tạp chí đã khiến con đường nghề rẽ sang một bước ngoặt mới, tiến vào thế giới rộng lớn thênh thang với nhiều nguồn cảm hứng phong phú. Khán giả cũng đa dạng và khó đoán, cách tiếp cận nghệ thuật vì vậy cần mềm mỏng hơn, gần gũi hơn. Nghệ thuật của tôi đơn giản lắm, niềm đam mê với thời trang khiến tôi luôn muốn thể hiện chúng thật đẹp, thật giàu cảm xúc qua các câu chuyện được kể bằng hình ảnh. Và khi độc giả của các tạp chí nhìn thấy chúng, tôi mong rằng bức ảnh ấy sẽ dìu dắt họ bước vào thế giới của những giấc mơ và những điều đẹp đẽ mà dòng đời gánh nặng mưu sinh vô tình làm quên lãng".
"Chuyến phiêu lưu nào cũng chứa nhiều ngạc nhiên và thách thức. Trước khi chạm đến mục tiêu cuối cùng, những gì tôi làm là chất đầy đam mê và sống, không ngừng nỗ lực biến ước mơ thành sự thực".
— Trích trong cuốn Daydreams – Những kẻ mộng mơ

## Artbook
- Daydreams: Những kẻ mộng mơ (1/2016)
- Going East: Tìm về phương Đông (9/5/2017)
- Love (2018)
- Mindfulness (2019)
- Nhị nguyên (2021)
- Xuân hạ thu đông (2024)

## Thiết kế bìa đĩa
| Năm  | Tên album                                              | Loại            | Hãng phát hành                                    | Nghệ sĩ                                                                                         |
| ---- | ------------------------------------------------------ | --------------- | ------------------------------------------------- | ----------------------------------------------------------------------------------------------- |
| 2003 | The Bells                                              | Album phòng thu |                                                   | The Bells                                                                                       |
| 2003 | Đêm tan & ngày lên                                     | Album phòng thu |                                                   | Lê Hiếu                                                                                         |
| 2004 | Mỹ nhân ngư                                            | Album phòng thu |                                                   | Mỹ Lệ                                                                                           |
| 2004 | Cánh cung                                              | Album phòng thu |                                                   | Đỗ Bảo                                                                                          |
| 2004 | Nếu như...                                             | Album phòng thu | Hãng phim trẻ                                     | Thu Minh                                                                                        |
| 2004 | hoa cỏ may                                             | Album phòng thu | - Viết Tân Studio - Trung tâm Băng nhạc Phú Nhuận | Đình Bảo                                                                                        |
| 2005 | Hà Trần 98–03                                          | Album phòng thu |                                                   | Trần Thu Hà                                                                                     |
| 2005 | Tình em                                                | Album phòng thu |                                                   | Thu Minh                                                                                        |
| 2006 | Đối thoại 06                                           | Album phòng thu |                                                   | Trần Thu Hà                                                                                     |
| 2006 | Không thể quên                                         | Album phòng thu |                                                   | Cao Thái Sơn                                                                                    |
| 2006 | Emerald: Thiên đàng                                    | Album phòng thu | Viết Tân                                          | Thu Minh                                                                                        |
| 2007 | Tình ca qua thế kỷ                                     | Album phòng thu |                                                   | Trần Thu Hà                                                                                     |
| 2007 | Những ô màu khối lập phương                            | Album phòng thu |                                                   | Tùng Dương                                                                                      |
| 2007 | Cánh mặt trời                                          | Album phòng thu |                                                   | 5 Dòng Kẻ                                                                                       |
| 2007 | Liveshow Thiên đàng                                    | DVD, CD         | TM Solutions                                      | Thu Minh                                                                                        |
| 2008 | Trần Tiến                                              | Album tổng hợp  |                                                   | Trần Tiến, Trần Thu Hà, Tùng Dương, Trần Thái Hòa, David Trần, Trần Thanh Phương và Tran's Gang |
| 2008 | Cánh cung 2: Thời gian để yêu                          | Album phòng thu |                                                   | Đỗ Bảo                                                                                          |
| 2008 | I Do                                                   | Album phòng thu |                                                   | Thu Minh                                                                                        |
| 2009 | Portrait 17                                            | Album phòng thu |                                                   | Hiền Thục                                                                                       |
| 2010 | Ruby: Giác quan thứ 6                                  | Album phòng thu |                                                   | Thu Minh                                                                                        |
| 2010 | Ruby: Giác quan thứ 6                                  | DVD             | Dihavina                                          | Thu Minh                                                                                        |
| 2010 | Li ti                                                  | Album phòng thu |                                                   | Tùng Dương                                                                                      |
| 2011 | Body Language                                          | Album phòng thu | Hãng phim Phương Nam                              | Thu Minh                                                                                        |
| 2012 | Lệ buồn nhớ mi – Evaporating Eyes                      | Album hợp tác   | DK Productions                                    | Trần Thu Hà, Quang Dũng, Elvis Phương và Nguyên Khang                                           |
| 2013 | Cánh cung 3: Chuyện của mặt trời – Chuyện của chúng ta | Album phòng thu |                                                   | Đỗ Bảo và Trần Thu Hà                                                                           |
| 2013 | Yêu                                                    | Album phòng thu |                                                   | 5 Dòng Kẻ                                                                                       |
| 2014 | Tình ca qua thế kỷ 2                                   | Album phòng thu |                                                   | Trần Thu Hà                                                                                     |
| 2015 | Bóng tối Jazz                                          | Album phòng thu | Dihavina                                          | Giáng Son, Trần Thu Hà và Tùng Dương                                                            |
| 2015 | Giải mã                                                | Album phòng thu |                                                   | Vũ Cát Tường                                                                                    |
| 2017 | "Những khát khao ấy"                                   | Đĩa đơn         |                                                   | Văn Mai Hương                                                                                   |